# 고대 후기 소 역사가 및 단편 역사가
고대 후기 소(小) 역사가 및 단편 역사가(Kleine und fragmentarische Historiker der Spätantike, 약어: KFHist)는 고대 후기에 희랍어와 라틴어로 기록된 사료를 수집하여 간행한 총서이다. 동시에 이는 독일 노르트라인베스트팔렌주(州) 학술원 및 예술원이 관장하는 장기 프로젝트(2012년~2026년[예정])를 가리킨다.
뒤셀도르프 대학이 사업을 수행하며 역사학과의 브루노 블렉만 교수와 고전문헌학과의 마르쿠스 슈타인 교수가 프로젝트의 최종 책임자이다. 총서는 페르디난트 쇠닝 출판사에서 간행된다.
프로젝트는 지금까지 미진하게 다루어진 여러 텍스트들의 원문을 교열하고 여기에 독일어 번역과 서문, 문헌학 및 역사학적 주석을 붙여 출판할 것을 목표로 한다. 수집된 사료는 근 90 인의 저자 혹은 저자미상의 작품에 이르며, 이는 시대적으로 기원후 3세기 제국의 위기 시기로부터 기원후 6세기까지에 해당한다. 기독교뿐만 아니라 이교도 저자들, 온전히 혹은 단편적으로만 전해지는 비교적 소규모의 작품들이 우선적으로 포함되나 엔만의 황제사처럼 복원 가능한 사서 역시 고려 대상이다.
2015년에 필로스토르기오스의 『교회사』 단편집이 총서의 첫 권으로 발간되었다.

## 목록
- A 분야. 제국의 위기 시기의 역사가들
  - A 1–4, 6–8: 브루노 블렉만/요나탄 그로스, 『기원후 3세기 제국의 위기 시기의 역사가들』 제1권, 파더본: 쇠닝, 2016, ISBN 978-3-506-78490-2(아시니우스 콰드라투스, 트라페준타의 니코스트라토스, 아테나이의 필로스트라토스, 퀴메의 소(小) 에포로스, 에우세비오스, 낭트의 에우세비우스, 오나시모스/오네시무스).[2]
- B 분야. 4세기와 5세기 초의 황제사 및 전기(傳記) 모음
  - B 3: 브루노 블렉만/요나탄 그로스, 『에우트로피우스, 로마 창건 이래의 약사(略史)』 파더본: 쇠닝, 2018, ISBN 978-3-506-78916-7.
  - B 5–7: 브루노 블렉만/얀-마르쿠스 쾨터/메흐란 닉박흐트/인용 송/마르쿠스 슈타인, 『오리고 겐티스 로마노룸(로마 민족의 기원) · 폴레미우스 실비우스(노미나 옴니움 프린키품 로마노룸["로마 황제 목록"] 및 브레비아리움 템포룸["세계사 요약"]) · <발렌티니아누스가(家)와 테오도시우스가(家)> 황제들에 대한 이야기』 파더본: 쇠닝, 2017, ISBN 978-3-506-78791-0.[3]
- C 분야. 4세기와 5세기 초의 찬사(讚辭)적 시대사
- D 분야. 4세기 말엽의 세속사 기술
- E 분야. 교회사가(敎會史家)
  - E 7: 브루노 블렉만/마르쿠스 슈타인, 『필로스토르기오스, 교회사』 제1권: 서문, 원문 및 번역, 제2권: 주석, 파더본: 쇠닝, 2016, ISBN 978-3-506-78199-4.[4]
- F 분야. 테오도시우스 2세부터 아나스타시오스까지의 희랍 세속 사가
- G 분야. 5, 6세기의 연대기 및 연대기 속편
  - G 1–4: 마리아 벡커/브루노 블렉만/요나탄 그로스/메흐란 닉박흐트, 『콘술라리아 콘스탄티노폴리타나(콘스탄티노플 집정관 목록) 및 관련 사료. 콘술라리아 콘스탄티노폴리타나 · 소크라테스의 파스티(집정관 목록) 사료 · 베를린 연대기 · 알렉산드리아 세계 연대기』 파더본: 쇠닝, 2016, ISBN 978-3-506-78210-6.
  - G 5–6: 마리아 벡커/얀-마르쿠스 쾨터, 『프로스페르 티로. 연대기 · 라테르쿨루스 레굼 반달로룸 엣 알라노룸(반달족과 알란족 왕들의 목록)』 파더본: 쇠닝, 2016, ISBN 978-3-506-78211-3.[5]
  - G 7–8: 얀-마르쿠스 쾨터/카를로 스카르디노, 『갈리아 연대기』 파더본: 쇠닝, 2017, ISBN 978-3-506-78489-6(452년 연대기, 511년 연대기).[6]
  - G 9–10: 얀-마르쿠스 쾨터/카를로 스카르디노, 『휘다티우스의 연대기. 히스파니아사(史) 개설의 속편』 파더본: 쇠닝, 2019, ISBN 978-3-506-78915-0.
- H 분야. 5, 6세기의 라틴 세속 사가
- I 분야. 6세기의 희랍 세속 사가